# Croix de cimetière de Lannebert
La croix de cimetière à Lannebert, une commune du département dans les Côtes-d'Armor dans la région Bretagne en France, est une croix de cimetière datant du XVIIe siècle. Elle a été inscrite monument historique le 17 décembre 1925.
La croix, située près de la Chapelle Notre-Dame de Liscorno, porte les armes de la famille de Bourne.